# Eupilaria albicans
Eupilaria albicans är en tvåvingeart som först beskrevs av Edwards 1933.  Eupilaria albicans ingår i släktet Eupilaria och familjen småharkrankar. Inga underarter finns listade i Catalogue of Life.